# Strait from the Heart
Strait from the Heart è il secondo album in studio del cantante di musica country statunitense George Strait, pubblicato nel 1982.

## Tracce
1. Fool Hearted Memory – 2:40 (Byron Hill, Blake Mevis)
2. Honky Tonk Crazy – 2:29 (Dean Dillon, Frank Dycus)
3. The Only Thing I Have Left – 3:28 (Clay Blaker)
4. The Steal of the Night – 2:40 (Bill Shore, David Wills, Mevis)
5. I Can't See Texas from Here – 2:29 (George Strait)
6. Marina del Rey – 3:03 (Dillon, Frank Dycus)
7. Lover in Disguise – 2:30 (Mevis, Jim Dowell)
8. Heartbroke – 3:34 (Guy Clark)
9. Amarillo by Morning – 2:53 (Terry Stafford, Paul Fraser)
10. A Fire I Can't Put Out – 3:00 (Darryl Staedtler)